# Mistrzostwa Europy Strongman 2009
Mistrzostwa Europy Strongman 2009 – doroczne, indywidualne zawody
europejskich siłaczy.

## Eliminacje
Data: 4 lipca 2009 r.

Miejsce: Bartoszyce  Polska
WYNIKI ELIMINACJI:
| Miejsce | Zawodnik              | Kraj            | Punkty |
| ------- | --------------------- | --------------- | ------ |
| 1.      | Mariusz Pudzianowski  | Polska          | 57     |
| 2.      | Grzegorz Szymański    | Polska          | 50,5   |
| 3.      | Krzysztof Radzikowski | Polska          | 48,5   |
| 4.      | Mateusz Baron         | Polska          | 40,5   |
| 5.      | Mark Felix            | Wielka Brytania | 35,5   |
| 6.      | Tomasz Kowal          | Polska          | 34,5   |
| 7.      | Rafał Kobylarz        | Polska          | 33     |
| 8.      | Raivis Vidzis         | Łotwa           | 33     |
| 9.      | Florian Trimpl        | Niemcy          | 22     |
| 10.     | Wolfgang Kriechbaum   | Austria         | 12     |
| 11.     | Siergiej Charłamow    | Rosja           | 10     |
| 12.     | Michael Votter        | Austria         | 4,5    |

Do finału kwalifikuje się ośmiu najlepszych zawodników.

## Finał
Data: 5 lipca 2009 r.

Miejsce: Bartoszyce  Polska
WYNIKI ZAWODÓW:
| Miejsce | Zawodnik              | Kraj            | Punkty |
| ------- | --------------------- | --------------- | ------ |
| 1.      | Mariusz Pudzianowski  | Polska          | 45,5   |
| 2.      | Krzysztof Radzikowski | Polska          | 31     |
| 3.      | Mateusz Baron         | Polska          | 29,5   |
| 4.      | Grzegorz Szymański    | Polska          | 28     |
| 5.      | Rafał Kobylarz        | Polska          | 26,5   |
| 6.      | Tomasz Kowal          | Polska          | 22     |
| 7.      | Mark Felix            | Wielka Brytania | 20,5   |
| 8.      | Raivis Vidzis         | Łotwa           | 14     |